# Carl Rodenburg
Carl Rodenburg (17 mai 1894 à Geestemünde Bremen – 5 novembre 1992 à Lübeck) est un Generalleutnant allemand qui a servi dans la Heer au sein de la Wehrmacht pendant la Seconde Guerre mondiale.
Il a été décoré de la croix de chevalier de la croix de fer avec feuilles de chêne. La croix de chevalier de la croix de fer et son grade supérieur, les feuilles de chêne, sont attribués pour récompenser un acte d'une extrême bravoure sur le champ de bataille ou un commandement militaire accompli avec succès.

## Biographie
Carl Rodenburg s'engage dans l'armée le 1er octobre 1913 en tant que volontaire d'un an et participe à la Première Guerre mondiale. Le 11 mars 1915 (brevet au 11 septembre 1913), il est promu lieutenant dans le 113e régiment d'infanterie.
Carl Rodenburg est fait prisonnier par les troupes soviétiques le 31 janvier 1943, durant la Bataille de Stalingrad. Il reste en captivité jusqu'en 1955.

## Décorations
- Croix de fer (1914)
  - 2e classe (25 avril 1915)
  - 1re classe (15 mai 1917)
- Insigne des blessés (1914)
  - en noir
- Croix de chevalier de l'ordre du Lion de Zähringer 2e Classe avec glaives
- Croix d'honneur pour combattants 1914-1918 en 1934
- agrafe de la croix de fer (1939)
  - 2e classe (17 mai 1940)
  - 1re classe (25 mai 1940)
- Médaille du Front de l'Est
- Croix allemande en or (7 mars 1942)
- Croix de chevalier de la croix de fer avec feuilles de chêne
  - Croix de chevalier le 8 octobre 1942 en tant que Generalmajor et commandant de la 76. Infanterie-Division[1]
  - 189e feuilles de chêne le 31 janvier 1943 en tant que Generalmajor et commandant de la 76. Infanterie-Division[2]